# Andris Džeriņš
Andris Džeriņš (14 febbraio 1988) è un hockeista su ghiaccio lettone.

## Carriera
La sua carriera è iniziata nella stagione 2004/05 con l'HK Riga 2000. 
Nel 2007/08 è approdato in OHL con i Kingston Frontenacs. Nella stagione 2009/10 ha giocato con la Dinamo-Juniors Riga, prima di approdare in KHL con la Dinamo Riga, dove è rimasto fino alla stagione 2015/16.
Dal 2016/17 milita nel club ceco dell'HK Hradec Králové.
Con la nazionale lettone ha preso parte a numerose edizioni dei campionati mondiali a partire dal 2010.